# 連合国 (第二次世界大戦)

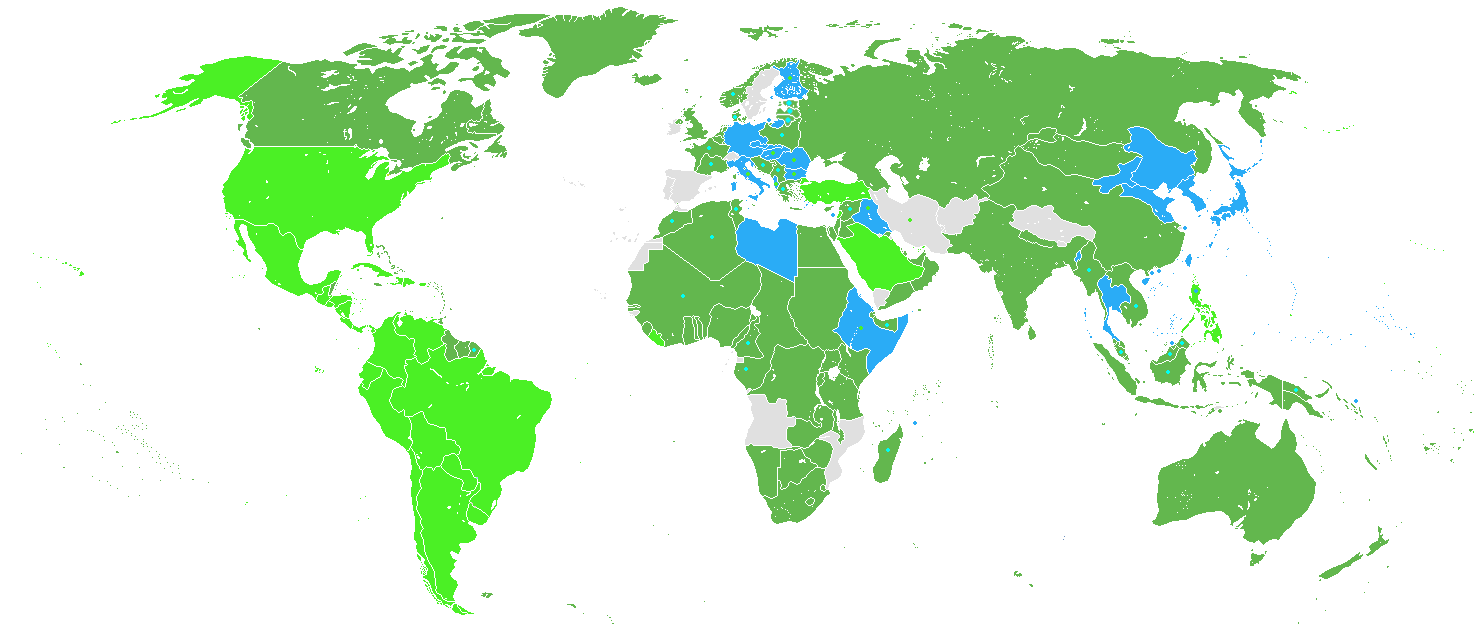

第二次世界大戦における連合国（れんごうこく、聯合国（旧字体：聯合國）、英: Alliesまたは英: United Nations（現在の国際連合と同名））とは、枢軸国（ドイツ、イタリア、日本など）と敵対した国家連合。具体的にはアメリカ、ソビエト連邦、中華民国、イギリス、フランスなど26カ国が該当する。
第二次世界大戦における連合国は、1939年9月1日、ドイツによるポーランド侵攻にはじまる欧州戦線でドイツの陣営と戦った国々と、1941年12月8日の日本によるマレー作戦及び真珠湾攻撃に始まる太平洋戦争において日本の陣営と戦った国々がある。このうちイギリス、アメリカ合衆国、中華民国、オーストラリアを含む大部分の諸国は参戦の時点から終戦までの期間に日独両陣営と戦争状態にあったが、日ソ中立条約によってソビエト連邦が対日戦に参戦したのは1945年8月のことである。日ソ中立条約は、法的有効期間中にソ連によって破棄された。
ドイツやその他の枢軸国から攻撃を受けるなどし、領域を喪失した政府が亡命政府となり、戦争に参加している。戦後これらの亡命政府の多くは帰国したが、ソ連の影響力が強い地域の亡命政府は復帰することが出来ず、戦後まもなく亡命政府の継承政権がソ連の傀儡共産主義政府に打倒されて衛星国となった。統一前の東ドイツことドイツ民主共和国、ハンガリー、ブルガリア、ルーマニアなど枢軸国だけではなく、連合国側であったポーランド、ブルガリア、チェコスロバキア、東アジアのモンゴル人民共和国などがソ連の衛星国と呼ばれた。
一方でユーゴスラビアのパルチザンなど交戦当時は国家を代表する存在ではなかったが、1945年3月、チトーを首班とし、亡命政府の代表3人を含むユーゴスラビア民主主義連邦臨時政府が形成され、国際的承認を得たことで、国家代表政府として連合国の政府として承認される事例もあった。
連合国は、戦後処理問題などで比較的緊密な連絡を取った。現在の国際連合 (United Nations) は、戦争中の連合国協議によって生まれた国際機関である。日本では国際連合と訳されているが、原語に忠実に考えれば連合国と訳すのが妥当である。現国際連合は連合国諸国が原加盟国となっている。特に中心となったアメリカ合衆国・イギリス・ソビエト連邦（継承国 ロシア）・フランス・中華民国（継承国 中華人民共和国）は、国際連合憲章によって安全保障理事会における「常任理事国」の地位が与えられ、拒否権などの特権を有するなど、国際社会において強い影響を持つこととなった。変更するには全常任理事国の同意による改正が必要である。
第一次世界大戦においては、英仏米側参戦国を、英語でAllied and Associated Powers（協商および連合国）といい、これに対する訳語としても日本語では連合国があてられている。

## 呼び方と変遷
本来英語では第一次世界大戦の連合国と同じく「The Allies」（連合国）と呼んだが、1941年12月にフランクリン・ルーズベルトが「United Nations」（国家連合、合衆国）と呼び、1942年1月1日の連合国共同宣言以来この呼び名が広まった。

## 歴史

### 前史

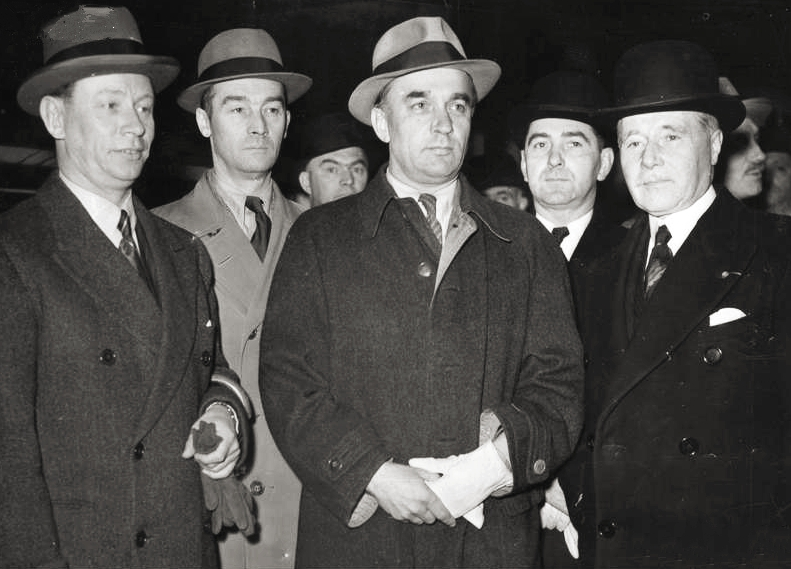
1939年5月15日、ポーランドのタデウシュ・カスプシツキ将軍（中央）とフランスのモーリス・ガムラン将軍（右）。

第一次世界大戦後、イギリス、フランス、大日本帝国、アメリカ、イタリア王国の五大国を代表とする戦勝国は新たな安全保障体制を構築しようと国家間での連携を強めていった。大規模な国家連携の試みである国際連盟が設立されたのもこの一環であった。またドイツを警戒するフランスはドイツの周辺国との連携を強め、チェコスロバキア・ルーマニア王国・ユーゴスラビア王国の小協商への接近や、1921年にはポーランドとの同盟（en）を結んだ。1925年にはロカルノ条約が結ばれ、イギリス・フランス・ドイツ・イタリア・ベルギーの連携が強められる事となった。一方でアメリカ合衆国はモンロー主義が台頭し、孤立主義の風潮が高まったため国際連盟にも加入しなかった。
1933年、ドイツでナチ党が権力を掌握して再軍備を始め、国際連盟の脱退などロカルノ体制を破壊する動きを見せた。1935年、フランスはドイツを警戒してソ連と仏ソ相互援助条約を締結したが、ドイツはこれを口実としてラインラントに進駐し、ロカルノ体制は事実上崩壊した。しかしその他の周辺国はこれに宥和政策で応えた。イギリスは英独海軍協定を締結してドイツ再軍備を容認し、ポーランドもドイツ・ポーランド不可侵条約を締結して対チェコスロバキア政策などで共同歩調をとった。
またアジアでは、1931年に勃発した満州事変とその後の1933年の日本の国際連盟脱退以降、中国大陸での利権をめぐり日本とイギリスやアメリカとの間で緊張が増した。これを受けて日本とドイツ、イタリアが急速に接近し、1936年には日独間で防共協定を締結、さらに1937年には日独伊防共協定に発展したことで、これらの3国は事実上の同盟関係を結ぶに至る。さらに同年に日本と中華民国との間で日中戦争が勃発したが、アメリカやイギリスは中華民国を全面的に支持し、これ以降日本とイギリス、アメリカなどとの間は修復不可能なほど険悪になっていた。

### 開戦前夜
1939年3月にドイツがミュンヘン協定を反故にしてチェコスロバキアを併合すると、ポーランド回廊やダンツィヒ自由都市といった係争地を抱えるポーランドとドイツの対立は明らかになった。イギリスは従来からの宥和政策から転じ、3月31日にはポーランドに対する軍事的脅威が迫った際には参戦すると声明し、8月15日にはイギリス・ポーランド軍事条約（en）が結ばれた。また、フランスも5月15日に新たな協定を結んで関係を強化した。
一方で英仏とソ連との間では協調も模索された。チェコ併合直後にソ連は欧州集団安全保障体制を提案したが、イギリスに拒否された。4月15日、英仏はソ連に対してルーマニア・ギリシャへの片務的安全保障体制を提案した。ソ連外相マクシム・リトヴィノフはこれを拒否し、4月17日には代案として英仏ソ三国同盟を提案した。しかしこの交渉中の5月1日にリトヴィノフは事実上更迭され、人民委員会議議長（首相）ヴャチェスラフ・モロトフが後任の外相となった。これはソ連の外交体制変更を告げるものであり、スターリンはドイツとの秘密交渉を開始した。英仏とソ連の交渉は対ソ不信の強いポーランドの拒否もあって成立せず、一方でドイツとソ連は8月24日に独ソ不可侵条約を締結した。この条約にはポーランドを独ソで分割する秘密協定も付属していた。

### 1939年
9月1日、ドイツがポーランド侵攻を開始した。イギリスはフランスと共同して参戦する予定であったが、ドイツと直接国境を接するフランスの対応は慎重であった。交渉がまとまった9月3日11時30分にイギリスはドイツに宣戦し、フランスも同日午後5時に宣戦を行い、両国の自治領・植民地も追随した。しかし英仏の動きは活発ではなく、イギリスがイギリス海外派遣軍（BEF）をフランス国内に派遣したが実際の交戦はせず、独仏国境地帯でのにらみ合いが続いた。この様子はまやかし戦争と呼ばれている。ポーランドは独ソ両国に占領され、9月17日に政府が国外に亡命し、一部の兵士はフランス軍やイギリス軍に入って戦争を継続した（ポーランド亡命政府）。またイギリスはチェコスロバキア亡命政府を承認し、亡命チェコ・スロバキア人も戦闘に参加するようになる。
ソ連が11月にフィンランドに宣戦すると（冬戦争）、連合諸国の間で反ソ感情が高まった。フランス首相エドゥアール・ダラディエはソ連との断交を提案したが、イギリスは拒否した。

### 1940年
2月17日にはドイツ海軍のタンカーアルトマルクが、ノルウェー領海でイギリス海軍に拿捕され、捕虜を奪還されるという事件が起きた（アルトマルク号事件）。この事件を容認したノルウェーは親連合国的であるとドイツは判断し、侵攻の準備を本格化した。
一方でフランス軍はなおもフィンランド救援をあきらめず、陸軍総司令官モーリス・ガムランなどはバクー油田を含むカフカース地方への攻撃を考慮していたが、イギリスを説得することはできなかった。フィンランド国内への援軍派兵も軍を通過させるスウェーデンの拒否に遭い、実現しなかった。3月13日、フィンランドがソ連と休戦協定を結ぶことを余儀なくされると、フランス国内ではフィンランドを救援できなかったダラディエ首相への批判と、即時対ソ宣戦を求める動きが起きた。3月20日、ダラディエ内閣は総辞職し、ポール・レノー内閣が発足した。レノーは政治基盤を左派に頼ったため、ミュンヘン会談でダラディエと決裂したように対独戦争に強硬だった。
4月9日、ドイツはヴェーザー演習作戦を発動し、ノルウェーとデンマークに侵攻を開始した。デンマークは即日降伏し、ノルウェーもドイツの激しい攻撃を受けた（ノルウェーの戦い）。国王ホーコン7世とその政府は英仏に協力を要請したが、オスロをはじめとする全土の大半はドイツの手に落ち、ヴィドクン・クヴィスリングの親独政権が樹立された。北大西洋がドイツの管制下に置かれることを恐れたイギリス軍は、5月7日にデンマークの同君連合国家であったアイスランドに侵攻し、占領下に置いた。
5月10日、ドイツは黄色作戦を発動し、ベルギー・オランダ・ルクセンブルクへの侵攻を開始した。ルクセンブルク政府は即日、オランダ政府は5月12日に亡命し、軍は降伏した（オランダにおける戦い (1940年)）。フランスやベルギーでもドイツ軍は猛威を振るい、5月27日にはベルギー国王レオポルド3世と軍がドイツに降伏し、政府はロンドンに亡命した。イギリス海外派遣軍とフランス軍の一部はダンケルクで包囲され、殲滅の危機にあったが、ダイナモ作戦によって救出され、イギリス本土に渡ることが出来た（ダンケルクの戦い）。6月8日にはノルウェー最後の拠点ナルヴィクが陥落し、ノルウェー政府も亡命に追い込まれた。
フランス軍は各地で撃破され、6月16日にはパリが占領された。フランス政府内では降伏の機運が高まり、抗戦を主張するレノー首相は辞職に追い込まれた。後継首相のフィリップ・ペタン元帥は降伏を指示し、6月18日にフランスは降伏した。休戦協定によってフランス北部は占領下に置かれ、フランス政府は南部を統治するヴィシー政権となって戦争から離脱した。しかしシャルル・ド・ゴールを始めとする一部のフランス将兵は国外に脱出し、交戦団体自由フランスとして戦争を継続した。また7月2日にはフランス海軍の艦艇を接収しようとしたイギリス軍とヴィシー政府海軍との間で交戦が発生し、フランス人の間で反英感情が高まった（メルセルケビール海戦）。
ヒトラーはイギリス本土攻略作戦（アシカ作戦）において航空機爆撃を重視し、さかんに空襲作戦を行った。この間の空における戦いはバトル・オブ・ブリテンと呼ばれ、ドイツ側に多大な損害を与えた。イギリスを屈服させられないヒトラーの視線は東に移り、ソ連攻略を計画し始めた。この間、ソ連は6月30日からラトビア・リトアニア・エストニアを占領したが、これは独ソ不可侵条約の秘密条項によるドイツの承認を受けたものだった（バルト諸国占領）。
9月27日に日本とドイツ、イタリアの3国は日独伊三国同盟を締結した。これは第二次世界大戦における枢軸国の原型となり、その後11月にハンガリー、ルーマニア、スロバキア独立国が加盟した。
10月28日、イタリアがギリシャに宣戦し、侵攻を開始した。しかしイギリスの援助を受けたギリシャ軍は優勢であり、イタリア領のアルバニアに逆侵攻するほどであった（ギリシャの戦い）。

### アメリカの連合支援
アメリカの世論では孤立主義がなおも根強く、ヨーロッパ戦線への関与を求める声は少数であった。しかし大統領フランクリン・ルーズベルトは1937年10月5日の隔離演説で日独伊の三国を「侵略国」として暗に非難し、「平和愛好国」を守らねばならないと演説したように、日独伊の行動を容認する考えは全く持っていなかった。このためアメリカ政府は連合国への支援を開始した。
ポーランド侵攻時には中立を守ると宣言した一方、1939年5月と11月には中立法を改正し、交戦地域を通過して武器を輸出できるようになった。1940年9月2日にはイギリスに旧式駆逐艦50隻を送るかわりに、一部英領基地の使用権を得る協定を締結した（en:Destroyers for Bases Agreement）。12月18日にはルーズベルト大統領が炉辺談話でアメリカは「民主主義の兵器廠」であると宣言した。1941年3月11日にはこれに基づいてレンドリース法が成立し、アメリカは連合国への武器貸与を開始した。同年5月27日には無条件非常事態を宣言し、6月にはドイツ・イタリアとの外交関係を断絶した。独ソ戦の発生以降はレンドリースの対象がソ連にも拡大され、莫大な軍需物資が貸与された。また、4月にはデンマーク大使ヘンリク・カウフマンと協定を結び、グリーンランドにアメリカ軍が進駐した。7月にはアメリカ＝アイスランド防衛協定を結び、イギリスが占領したアイスランドにも進駐した。
8月にはイギリス首相ウィンストン・チャーチルとルーズベルトが会談し、大西洋憲章が締結された。これはドイツの侵略に反対するとともに戦後の世界構想を提示したもので、将来の国際連合設立の基礎となるものであった。ルーズベルトはアメリカ・イギリス・ソ連・中華民国の4カ国、すなわち「四人の警察官」で戦後世界の平和を保つべきと主張した。チャーチルは中国の参加には消極的であったが、結局は受け入れた。

### 1941年
3月にブルガリアとユーゴスラビアが日独伊三国同盟に加盟したが、その直後の27日にユーゴスラビアに政変が起き親独派の政権が倒れた。ドイツはユーゴスラビア侵攻を決め、4月6日に侵攻を開始した。4月17日にユーゴスラビア全土が占領され、4月23日にはギリシャも降伏した。両国政府は亡命政府となって連合国に参加し、ユーゴスラビア王国亡命政府は海外からチェトニックを支援して抵抗運動を開始した。6月1日にはクレタ島を失陥し、イギリスは地中海の戦いで不利な状態となった。4月3日にはイラク王国で親独派のラシード・アリー・アル＝ガイラーニーが政権を握り、親英派の摂政アブドゥル＝イラーフを追放したため、イギリスは5月にイラク全土を占領して摂政イラーフを復帰させ、1947年10月26日まで駐留を続けた。
6月にはクロアチア独立国が日独伊三国同盟に加盟した。6月22日にはドイツがソ連に侵攻し、独ソ戦が開始された。ソ連と連合国は提携し、8月25日には補給線を確保するためイランに侵攻、占領下に置いた（イラン進駐 (1941年)）。ポーランド亡命政府もソ連と協定を結び（en）、ソ連軍に捕虜となっていたポーランド軍将兵を再編成することとなった。しかし到着した将兵は捕虜総数にはるかに及ばず、ポーランド側はソ連に不信感を持った。
9月13日、イタリア軍はイギリスの保護領エジプト王国を攻撃し、北アフリカ戦線が形成された。11月28日にはイタリアの統治下にあったイタリア領東アフリカが連合軍によって占領され、エチオピアでは皇帝ハイレ・セラシエ1世の統治が再開された。同月にはデンマークも日独伊三国同盟に加盟した。
12月8日、日本がマレー作戦及び真珠湾攻撃を開始し、イギリス（オーストラリア、カナダ、南アフリカ、ニュージーランドを含む）とアメリカに宣戦布告、開戦した。第二次上海事変以来日本と交戦状態にあった（支那事変/日中戦争）中華民国も連合国として続けて日本と戦うとともに、ドイツとイタリアとの間にも宣戦布告をし連合国側に加わった。その後ドイツとイタリアもアメリカに宣戦し、戦域はほぼ全世界に及ぶ事となった。12月26日からはワシントンD.Cでアルカディア会談などの会議が開催され、連合国側で参戦していた26カ国による宣言が準備された。

### 1942年

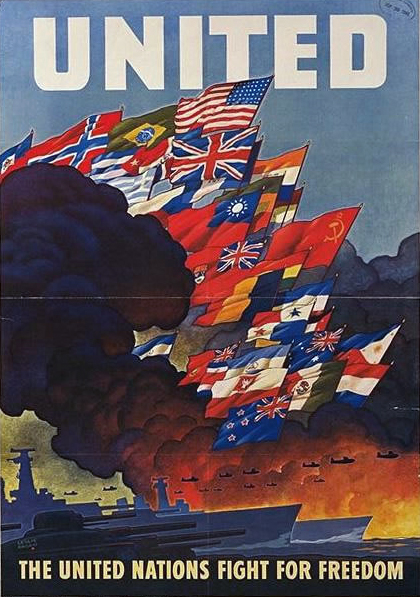
「連合国は自由のため戦う」と記されたポスター。

1942年1月1日には連合国共同宣言が発表され、単独不講和などが取り決められた。2月にはアメリカとイギリスで作戦を協議する連合参謀本部が設立され、指揮統合のための準備が行われた。東南アジアでは日本軍の攻勢が続き、2月15日には英領マレー半島およびシンガポールが陥落、3月9日にはオランダ領東インド、6月9日にはアメリカの植民地のフィリピン全土が占領された（フィリピンの戦い (1941-1942年)）。海戦でもジャワ沖海戦やセイロン沖海戦など連敗が続いたが、6月25日のミッドウェー海戦で日本海軍の主力空母を4隻撃沈するなど初めて勝利したが、以降もアメリカ本土空襲やオーストラリア空襲が行われるなど日本軍の攻勢が続いた。
独ソ戦ではドイツ軍の進撃も鈍り、スターリングラードを攻略しようとしていた第6軍は完全に包囲された（スターリングラード攻防戦）。また北アフリカではエルヴィン・ロンメル率いるドイツ軍に押され続けていた連合軍は10月24日のエル・アラメインの戦いで勝利し、11月8日にはトーチ作戦でフランス領アルジェリアに上陸、ヴィシーフランス軍の指揮官フランソワ・ダルラン将軍を寝返らせるなど、ようやく攻勢に転じ始めていた。

### 1943年
1月14日からはルーズベルト大統領とチャーチル首相の間でカサブランカ会談が開かれ、南イタリアへの上陸作戦を行うとともに、枢軸国に対して無条件降伏を求める方針が決定されたが、1月末に日本軍とアメリカ軍の間で行われたレンネル島沖海戦でアメリカ軍は完敗するなど、枢軸国に無条件降伏を突きつけるには次期尚早であった。
2月2日にスターリングラードの第6軍は降伏し、ソ連軍の反攻が始まった。その最中の4月13日、ドイツ軍がスモレンスク近郊で大量のポーランド軍将兵の死体を発見し、ソ連軍によって虐殺されたと発表した。ポーランド亡命政府は真相解明を要求したが、ソ連はドイツのプロパガンダであると主張し、亡命政府と断交した（カティンの森事件）。
3月27日に行われたアッツ島沖海戦では日本とアメリカ軍の両方が大きな損害を受けたが、前年12月頃から続いていた第一次アキャブ作戦では、4月に日本軍がイギリス軍を破るなど、日本軍の勢いは続くかに見えた。
その後も日本軍は7月に行われたコロンバンガラ島沖海戦などで勝利を収めるものの、それに先立ち6月に起きたニュージョージア島の戦いで大きな被害を受けるなど、西はアフリカ大陸沿岸から、東はアメリカ西海岸沿岸までと、当初予定していたより戦線を広げ過ぎたにもかかわらず、1国でイギリス、アメリカ、中華民国、オーストラリア、ニュージーランドなど複数の国と戦う日本の攻勢は弱まり、この頃は各地で両陣営の一進一退となる。
7月10日に連合軍はハスキー作戦を発動し、シチリア島に上陸した。イタリア国王ヴィットーリオ・エマヌエーレ3世らは連合軍との講和に動き、7月24日にはベニート・ムッソリーニ首相を解任、逮捕した。イタリア王国政府は9月8日に休戦を発表したが、ドイツはムッソリーニを救出した上でイタリア社会共和国（サロ政権）を建設し、イタリア北部で抵抗を続けた。

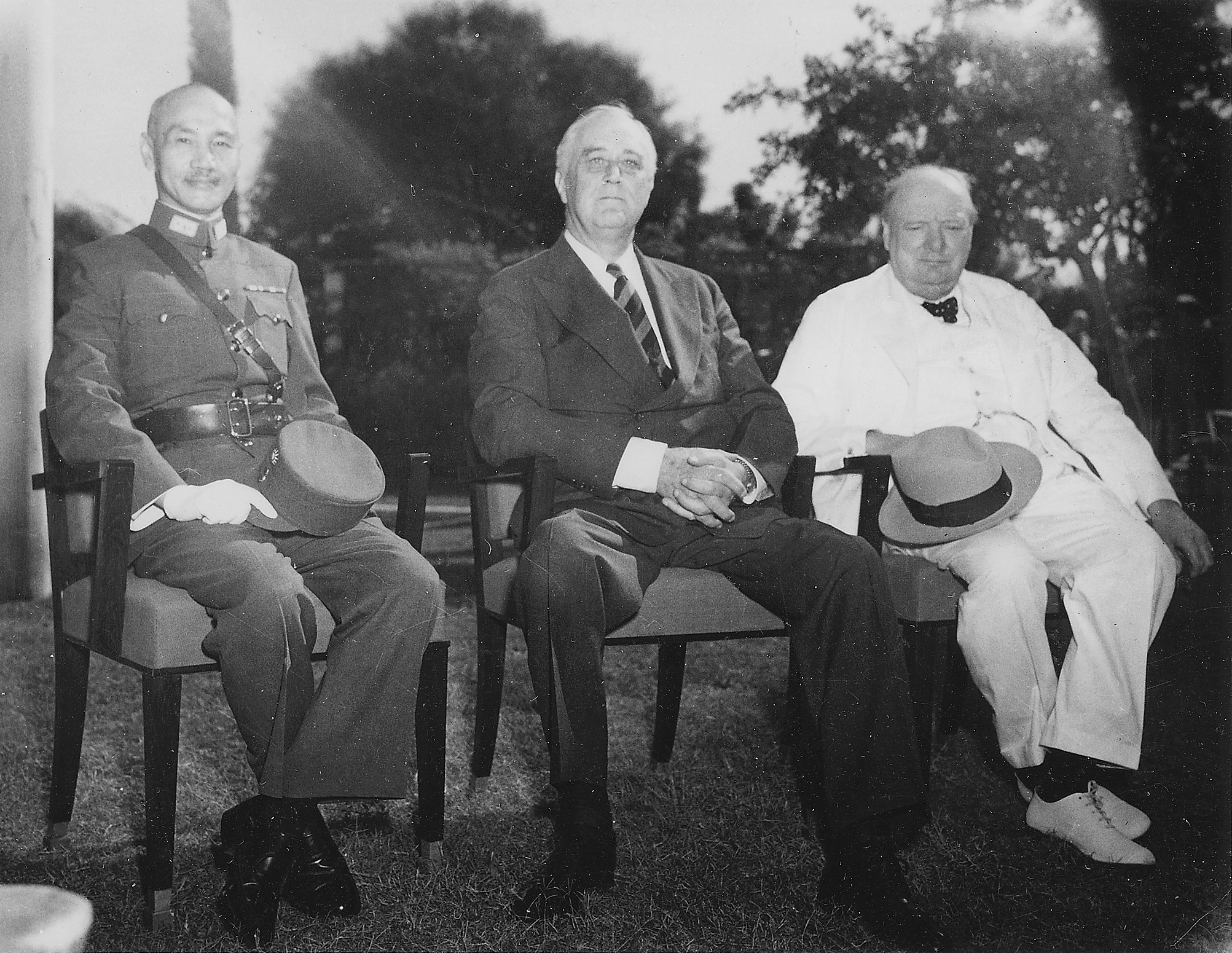
カイロ会談で左から蔣介石、ルーズベルト、チャーチル。

11月22日にはルーズベルト・チャーチル・蔣介石の三者会談によるカイロ宣言が発表され、日本の戦後処理などの方針が定められた。続いて11月28日からはルーズベルト・チャーチル・スターリンなどによるテヘラン会談が行われ、翌年春にフランスへの上陸作戦を行い「第二戦線」を築くこと、ポーランド国境の画定、ユーゴスラビアのパルチザン支援などが取り決められた。

### 1944年
昨年11月から日本軍とアメリカ軍、オーストラリア軍などの間で行われていたブーゲンビル島の戦いは、この年に入ると完全に日本軍の劣勢となっていく。また、2月3日に開始された第二次アキャブ作戦においても日本はイギリス軍に敗北し、インド攻略をあきらめざるを得なくなった。
6月6日には連合国遠征軍最高司令部総司令官ドワイト・D・アイゼンハワー陸軍大将の指揮によるノルマンディー上陸作戦（ネプチューン作戦）が実行され、アメリカ・イギリス・自由フランス軍などの連合国部隊がフランス北部に上陸し、第二戦線である西部戦線を形成した。8月25日にはパリを解放し、自由フランスによるフランス共和国臨時政府が成立した。9月にはマーケット・ガーデン作戦が失敗し、進撃は一時停滞したものの、10月22日にはアーヘンをドイツ本土で初めて占領するなど着実に戦果を拡大していた。しかし12月16日からドイツ軍の大規模な反攻作戦が開始され、バストーニュが包囲されるなど押し込まれた。連合軍は12月23日から反撃を開始し、迅速にドイツ軍を敗走させた（バルジの戦い）。
イタリアでは6月5日にローマを攻略し、8月11日にはフィレンツェまで至った。10月にはギリシャに上陸したが、王国政府の復帰は進まなかった（ギリシャ内戦）。
一方東部戦線の赤軍は、6月22日から大反攻を開始した（バグラチオン作戦）。猛攻によりドイツ軍は壊走し、赤軍は占領下にあった領土を奪回するとともにポーランド領の大半を占領した。7月21日には臨時政府ポーランド国民解放委員会（ルブリン政権）を樹立した。8月1日にワルシャワで国内軍による大規模な武力蜂起が発生したが、10月にドイツ軍に鎮圧された（ワルシャワ蜂起）。この蜂起は国内軍を支持していた亡命政府の指令によるものであり、亡命政府と断交していたソ連はこの蜂起に加勢せず、黙殺したとされている。またフィンランド・ルーマニア王国・ブルガリア王国を枢軸国から脱落させ、ドイツに宣戦させた。12月にはハンガリーのほぼ全土を占領し、ハンガリー臨時国民政府を樹立させた。
太平洋及びアジア戦線でも連合国軍の優勢となり、3月から7月にかけて行われたインパール作戦ではイギリス、インド両軍が日本軍を破った他、6月19日に行われたマリアナ沖海戦でもアメリカ海軍が日本海軍の機動部隊を破りサイパン島とマリアナ諸島を占領した。アメリカ軍は9月15日からはフィリピンへの上陸を開始し（フィリピンの戦い (1944-1945年)）、10月23日から25日にかけてのレイテ沖海戦で日本海軍艦隊に大打撃を与えた。
政治面では7月にブレトン・ウッズ協定が結ばれ、国際通貨基金と国際復興開発銀行の設立が決定された。8月21日からはダンバートン・オークス会議において国際連合設立に関する討議が行われた。イギリスは米ソの影響力を牽制する目的で「4人の警察官」にフランスを加えるよう主張し、5大国が安全保障理事会常任理事国となる戦後の体制作りが定まった。9月16日に行われた第2回ケベック会談の席上ではドイツを南北に分割し農業国化するモーゲンソー・プランが提案されたが、この案は外部に漏れ、ドイツ国内で反連合国のプロパガンダとして用いられた。10月9日にはモスクワで東欧における英ソの勢力関係を協議する会議が行われたが、合意は行われなかった（モスクワ会談）。

### 1945年

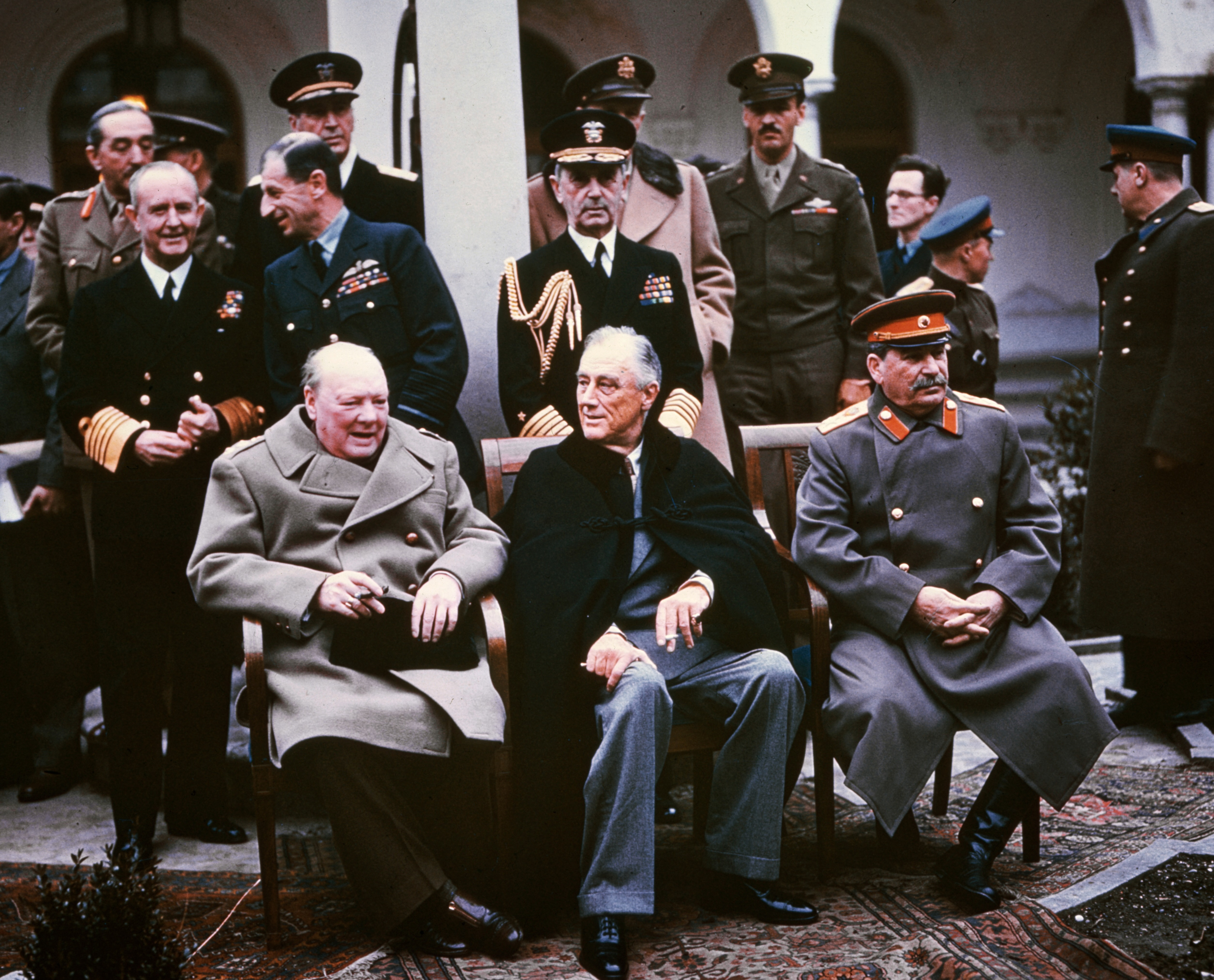
ヤルタ会談における連合国首脳（チャーチル、ルーズヴェルト、スターリン）

ルーズベルト大統領とチャーチル首相は1月30日からのマルタ会談で米英の意見を調整した後、クリミア半島のヤルタに向かった。2月4日からスターリンも加わったヤルタ会談が行われ、ヤルタ体制と呼ばれる戦後世界の構想が固められた。この中でポーランドの国境変更、ドイツ・日本の領土変更、ソ連の対日参戦などが決められた。ポーランドの領土は東から西に大きく変更されることとなり、大西洋憲章で謳われた領土変更に関する人民の意思の尊重が、ヤルタで裏切られたと見るものもいた（en:Western betrayal）。
前年から続いていたバルジの戦いでは、1月末にドイツ軍を本土の攻撃開始地点まで押し返した。3月には米英軍がライン川を渡ったが、この頃から両者の間で戦略目標をめぐる争いが起こった。イギリスはベルリンを目指すべきと主張したが、アメリカ側はベルリン南方のドレスデン攻略優先を主張した。この考えにはナチス政府がすでにベルリンから疎開しているという考えがあり、アルプス地域に要塞を築こうとしているという懸念があった。4月1日にはドイツの工業地帯ルール地方の包囲に成功し、4月21日に占領した。
赤軍は2月にハンガリー全土を占領し、ドイツへの石油供給を絶った。ドイツ軍の春の目覚め作戦による反攻も跳ね返し、東プロイセン、オーストリアに進撃した。4月16日からはベルリン作戦を発動し、首都ベルリン攻略を開始した（ベルリンの戦い）。4月25日にはアメリカ軍と赤軍の兵士がエルベ川付近で遭遇し、東西戦線がついに邂逅した（エルベの誓い）。
ヒトラーが4月29日に自殺したことで、ベルリンは翌4月30日に陥落した。後継者となったカール・デーニッツ元帥は政府（フレンスブルク政府）を組織したが、彼に出来ることはもはや兵士をできるだけ米英軍に降伏させることだけであった。5月2日にはイタリアのドイツ軍が降伏し、ドイツ国防軍自体も5月7日に米英軍、8日にソ連軍に降伏した（欧州戦線における終戦 (第二次世界大戦)、ドイツ降伏の流れ）。プラハの戦いは5月11日まで続いたが、欧州戦線における戦闘は5月上旬でおおむね終了した。これにより連合国軍は対日戦に集中することになった。
対日戦では3月にフィリピン全土が連合軍の支配下となり、2月から3月には硫黄島の戦いが行われることで、初めて日本の領土で地上戦が行われた。硫黄島に空港を敷設することで連合軍は日本全土の制空権を掌握し、大規模な空襲を行えるようになった。3月26日からはアメリカ軍とイギリス軍が主体になり、日本軍に対して沖縄戦を開始し、6月20日には全島を占領した。これ以降、日本本土はアメリカ軍やイギリス軍による空襲と艦砲射撃による攻撃を受けることになる。
7月17日にはポツダム会談が開かれた。これに先立つ4月12日にルーズベルトは死去しており、チャーチルは会議中に選挙で敗北したため首相を辞任しクレメント・アトリーにその座を譲った。会議ではドイツの占領統治などを定めたポツダム協定が取り決められ、公式日程では協議されていなかったが、日本への降伏を迫るポツダム宣言も期間中（26日）に発表された。
8月6日には、アメリカ軍が広島、8月9日に長崎への原爆投下を行い、8月8日にはソ連が対日参戦した。ソ連を通じた停戦工作を画策していた日本政府は降伏を決断し、8月14日にポツダム宣言受諾を通知した上で、15日に発表した。9月2日、戦艦ミズーリ上で降伏文書署名が行われ、太平洋戦争および第二次世界大戦は終了した（日本の降伏）。

### 戦後
終戦後、連合軍はドイツ・オーストリア・朝鮮半島は分割して軍政下に置き（連合軍軍政期 (ドイツ)、連合軍軍政期 (オーストリア)、連合軍軍政期 (朝鮮史)）、日本は連合国軍最高司令官総司令部（GHQ）が日本政府を通じた間接統治による占領下に置いた（連合国軍占領下の日本）。また連合軍主導による軍事裁判で日独の戦犯を裁いた（ニュルンベルク裁判、極東国際軍事裁判）。ドイツと日本を除く枢軸国とは1947年2月10日のパリ条約によって講和が行われた。
東欧の旧枢軸国はソ連の占領下に置かれ、ソ連主導の政府が作られていった。ポーランドやチェコスロバキアの亡命政府は復帰しようとしたものの、やがてソ連主導による新政府が設立され、ポーランド亡命政府は結局冷戦終了までロンドンに残ることとなった。ユーゴスラビアやアルバニアではパルチザンの主導する社会主義政府が成立し、亡命していた王国政府の復帰はかなわなかった。
こうして戦争中から発生しつつあったソ連と米英のズレはついに対立となり、1948年にはソ連がベルリンにつながる輸送路を封鎖する事件が発生する（ベルリン封鎖）など、冷戦が勃発した。このためドイツと朝鮮半島における占領地域はそのまま東西の勢力圏となり、分断国家の領域となった。1948年には朝鮮半島ではソ連占領地域の朝鮮民主主義人民共和国とアメリカ占領地域の大韓民国が成立し、1950年6月25日に東西の代理戦争とも言える朝鮮戦争が勃発した。
日本における占領は1951年9月8日のサンフランシスコ平和条約締結、1952年4月28日の条約発効によって終結した。その後日本は条約に参加しなかった連合国との平和条約・または戦争終結の合意を順次行った。ソ連および継承国のロシアとは戦争終結に関する宣言は出されたが、平和条約はいまだに調印されていない。
ドイツにおいては1945年7月6日に設置された連合国管理理事会が統一統治を行う予定であったが、東西対立のため実行されなかった。1949年5月にソ連占領地域のドイツ民主共和国（東ドイツ）と、米英仏占領地域のドイツ連邦共和国（西ドイツ）が成立した。1955年には占領行政が終了したが、西ベルリンはなお米英仏の連合国軍統治下にあり、東ドイツにはソ連軍が駐屯していた（ドイツ駐留ソ連軍）。この状態は1990年まで続き、ドイツ再統一前のドイツ最終規定条約でようやく連合国とドイツの講和が成立した。ソ連軍が最終的に撤退したのは崩壊後のロシア軍に変わった1994年8月31日のことであった。

## 参戦順の連合国一覧

### 1939年
ポーランド侵攻
- ポーランド（9月1日） - 10月6日に全土が占領され、以降はポーランド亡命政府が抗戦継続。
- イギリス連邦（9月3日）
  -  イギリス
  -  イギリス領インド帝国
  -  オーストラリア
  -  ニュージーランド
- フランス（第三共和政） （9月3日） - 1940年6月22日、独仏休戦協定を結び離脱。
- ネパール（9月4日）
- ニューファンドランド（9月4日） - イギリス植民地
- 南アフリカ連邦（9月6日） - イギリス連邦
- カナダ（9月10日） - イギリス連邦

### 1940年
北欧侵攻
- デンマーク（4月9日のみ） - 4月9日以降ドイツの占領下。
- ノルウェー（4月9日） - 本土はドイツの占領下となり、ノルウェー亡命政府（英語版）が抗戦継続。

フランス・ベネルクス侵攻
- ルクセンブルク（5月10日） - 5月10日に本土が占領され、以降はルクセンブルク亡命政府が抗戦継続。
- オランダ（5月10日） - 5月15日に本土が占領され、以降はオランダ亡命政府（英語版）が抗戦継続。
- ベルギー（5月10日） - 5月28日に本土が占領され、国王が降伏。以降はベルギー亡命政府が抗戦継続。
- 自由フランス（6月） - 当初は他の連合国からも政府承認を受けず。

ギリシャ・イタリア戦争
- ギリシャ王国（10月28日） - 1941年4月23日にイタリア王国に降伏。以降はギリシャ亡命政府等（ギリシャ内戦）が抗戦継続。

### 1941年
ユーゴスラビア侵攻
- ユーゴスラビア王国（4月6日） - 4月17日に全土占領。以降ユーゴスラビア亡命政府（英語版）等が抗戦継続。

ソ連侵攻
- ソビエト連邦（6月22日）

1945年の国際連合発足時に、ソビエト連邦構成共和国のうち下記の2共和国はソ連とは別枠で原加盟国となる。
-  ウクライナ・ソビエト社会主義共和国
-  白ロシア・ソビエト社会主義共和国

日本軍の攻撃開始
- パナマ（12月7日）
- アメリカ合衆国（12月8日）
- コスタリカ（12月8日）
- ドミニカ共和国（12月8日）
- エルサルバドル（12月8日）
- ハイチ（12月8日）
- ホンジュラス（12月8日）
- ニカラグア（12月8日）
- 中華民国（12月9日）
- フィリピン独立準備政府（12月9日）
- グアテマラ（12月9日）
- キューバ（12月9日）
- チェコスロバキア亡命政府（12月16日）

### 1942年
- メキシコ（5月22日）
- ブラジル（8月22日）
- エチオピア帝国（12月14日）

### 1943年
- イラク（1月17日） - 1941年3月31日～5月30日はイギリス・イラク戦争でイギリスと戦闘。
- ボリビア（4月7日）
- コロンビア（7月26日）
- ペルシア（9月9日） - 1941年からイギリス軍・ソ連軍の軍事介入を受ける。
- ユーゴスラビア民主連邦（12月4日） - テヘラン会談によって承認されたパルチザン政権。

### 1944年
- リベリア（1月27日）
- ペルー（2月12日）
- アルバニア民主政府（10月26日）

### 1945年
- エクアドル（2月2日）
- パラグアイ（2月7日）
- ベネズエラ（2月15日）
- ウルグアイ（2月22日）
- トルコ（2月23日）
- エジプト（2月27日）
- シリア（2月27日） - フランス委任統治領。1942年以降自由フランスが統治。1944年に独立宣言。
- レバノン（3月1日）
- サウジアラビア（3月1日）
- アルゼンチン（3月27日）
- チリ（4月11日） - 対日宣戦のみ。

### 枢軸国側に宣戦・戦闘行為を行ったが、連合国とは認められていない国

#### 共同参戦国
- ブルガリア王国 - ユーゴスラビア侵攻、独ソ戦等では枢軸国側として参戦。ソ連の侵攻を受けた1944年9月9日に対独宣戦布告。
- ルーマニア王国 - 独ソ戦で枢軸国として参戦。ソ連の侵攻を受けた1944年8月24日に連合国に降伏。翌8月25日に対独宣戦布告（ルーマニア革命）。
- フィンランド - 1944年9月19日にソ連およびイギリスと休戦協定締結、10月1日よりドイツ軍と交戦した（ラップランド戦争）。1945年3月3日に対独宣戦布告。
- イタリア王国 - 1943年9月8日に連合国に降伏。10月13日に対独宣戦布告、連合国に参戦した（イタリア共同交戦軍（英語版））。1945年7月15日に対日宣戦布告した。
- ハンガリー王国 - ハンガリー臨時国民政府が1945年1月にドイツに宣戦布告している。

#### 国家承認が得られていない国
- モンゴル人民共和国 - 1945年8月9日に対日宣戦、満州侵攻などに参加。当時は中華民国などが国家承認しておらず、国連加盟も1961年になってからであった。
- トゥヴァ人民共和国 - 1941年6月25日に対独宣戦布告しているが、モンゴルと同様に他国から承認されていない。1944年10月11日にソ連と合邦した。

### 連合国寄りの中立国
- ポルトガル - アントニオ・サラザール政権下のポルトガルは中立を宣言したが、英葡永久同盟に基づきアゾレス諸島の基地を連合国側に貸与した。リスボンでは両陣営の情報活動が活発に行われ、「スパイの首都」と呼ばれた。
- アイスランド王国 - デンマークとの同君連合。デンマークがドイツに占領された1940年にイギリス軍の侵攻を受け、翌1941年にアメリカが占領を引き継いだ。1944年の同君連合解消後も引き続き連合国に基地や港湾の利用で協力した。
- アイルランド - 当時はイギリス連邦構成国だったが、中立を続けた。第二次世界大戦期アイルランドの局外中立 参照。